# Abu Bakr

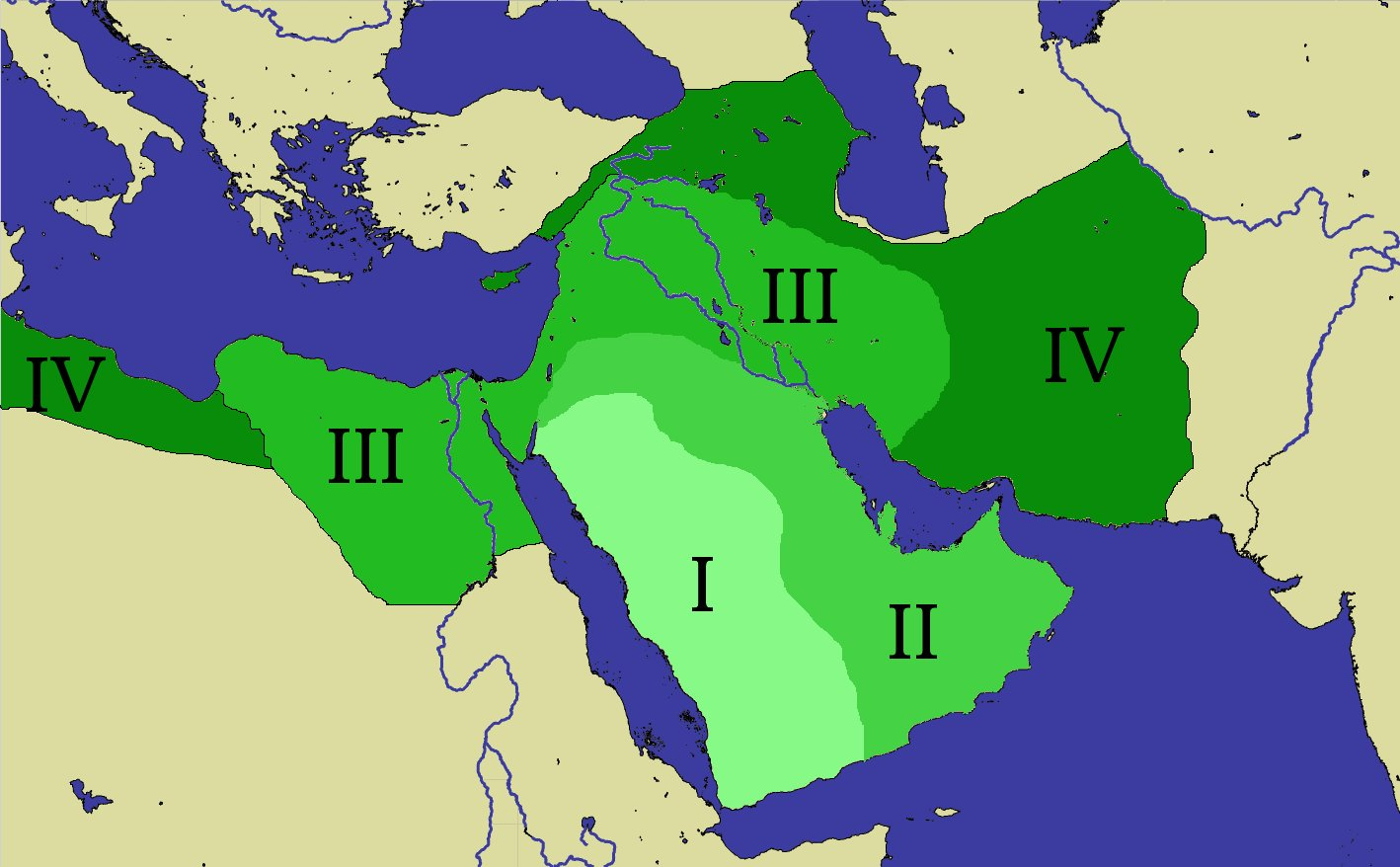
Ekspansja kalifatu arabskiego za: I – Mahometa, II – Abu Bakra, III – Umara, IV – Usmana

Abu Bakr (arab. ‏ابو بكر الصديق‎, właściwie Abd Allah Ibn Usman Abu Kuhafa; ur. 573 w Mekce, zm. 23 sierpnia 634 w Medynie) – pierwszy kalif, panujący w latach 632–634.
Abu Bakr to kunja, przydomek, oznaczający „ojca małego wielbłądziątka” albo według niektórych późniejszych muzułmańskich tradycji „ojca dziewicy” (to jest A’iszy), pod którym do historii przeszedł Abd Allah Ibn Usman Abu Kuhafa.

## Życiorys
Abu Bakr urodził się w roku 573 w Mekce w plemieniu Kurajszytów. O jego życiu przed nawróceniem się na islam właściwie nic pewnego nie wiadomo, chociaż muzułmańska tradycja twierdzi, że był zamożnym kupcem, co zdają się potwierdzać późniejsze wydarzenia, podczas których miał wielokrotnie wspierać materialnie ubogą gminę muzułmańską podczas pierwszego okresu jej istnienia. Był jednym z pierwszych nawróconych na islam, według niektórych tradycji trzecią osobą po żonie proroka Chadidży i Alim, chociaż większość z nich umieszcza go mniej zaszczytnie wśród kilkunastu pierwszych nawróconych, a jedna z nich powiada nawet: „Było przed nim ponad pięćdziesięciu” aby zaraz dodać: „ale on był najznakomitszy”. Stało się to około roku 610. Jego majątek, pozwalający mu np. wykupywać nawróconych na islam niewolników, oraz osobisty autorytet i charyzma, były znaczącym wsparciem w misji Mahometa. Pozycję Abu Bakra jako najbliższego obok Alego towarzysza Proroka wzmocniło w dodatku małżeństwo Mahometa z jego córką, A’iszą, która miała się stać jego ulubioną żoną. O znaczeniu Abu Bakra świadczy choćby fakt powierzenia mu przez Mahometa zadania wygłoszenia chutby podczas hadżdżu w 631 roku.
Po śmierci Mahometa, Abu Bakr miał wypowiedzieć wobec zdezorientowanego tłumu słynne słowa:

O ludzie! Jeżeli oddajecie cześć Mahometowi, to Mahomet nie żyje; jeżeli zaś oddajecie cześć Bogu, to Bóg żyje

 Miejscowi Medyńczycy zebrali się wtedy, żeby wybrać nowego przywódcę, na wieść o czym przyłączyli się do nich szybko najbliżsi towarzysze proroka i inni Kurajszyci. Dzięki temu udało się wybrać jednego przywódcę dla Mekki i Medyny, a został nim właśnie Abu Bakr. Był on tytułowany następcą wysłannika Boga (arab. chalifat rasul Allah), i tym samym zapoczątkował kalifat. Po odebraniu przysięgi od gminy medyńskiej Abu Bakr wygłosił chutbę następującej treści:

O ludzie. Zostałem wyznaczony, aby wami rządzić, chociaż nie jestem najlepszy spośród was. Jeśli postąpię właściwie, wesprzyjcie mnie, jeżeli uczynię źle, poprawcie mnie. Prawda bowiem jest wiernością, a kłamstwo jest zdradą. Słaby spośród was jest silny [swoimi racjami] w moich oczach dopóki nie oddam jemu sprawiedliwości, jeśli tak spodoba się Bogu, a silny spośród was jest słaby w oczach moich aż nie wyegzekwuję od niego sprawiedliwości, jeśli taka będzie wola Boga. Jeśli jakiś lud uchyli się od walki w świętej wojnie dla Boga, Bóg dosięgnie go poniżeniem. Jeśli słabość rozprzestrzeni się między ludem, Bóg sprowadzi nieszczęście na wszystkich bez wyjątku. Bądźcie mi posłuszni tak długo jak ja będę posłuszny Bogu i Jego Prorokowi. A jeśli sprzeniewierzę się Bogu i Jego Prorokowi, posłuszeństwo wasze nie będzie mi należne. Chodźcie na modlitwę, a Bóg zechce zlitować się nad wami

Początkowo wierność Abu Bakrowi przysięgły jedynie Mekka, Medyna i At-Ta’if, większość zaś pozostałych podbitych przez Mahometa Arabów otwarcie nie uznawało go, twierdząc, że winni byli lojalność jedynie osobiście Prorokowi. Doszło do masowego odstępstwa od świeżo przyjętego islamu, a część wodzów plemiennych ogłosiła się prorokami – najbardziej znaczącym z nich był Musajlima działający w centralnej Arabii. Abu Bakrowi, głównie dzięki militarnemu geniuszowi Chalida ibn al-Walida oraz braku współdziałania pomiędzy buntownikami, do marca 633 roku udało się jednak zjednoczyć na powrót Arabów pod swoją władzą. Zgodnie z tradycją walki były krwawe i zacięte – po decydującej bitwie z Musajlimą Umar ibn al-Chattab miał zwrócić kalifowi uwagę na konieczność spisania Koranu, ponieważ zginęło w niej bardzo wielu z tych, którzy słyszeli wypowiedzi Mahometa. Zadanie to Abu Bakr powierzył Zajdowi Ibn Sabicie, który spisywał wypowiedzi Proroka już za jego życia. W ten sposób powstała pierwsza wersja Koranu, po śmierci Abu Bakra przekazana Umarowi.
Po ponownym zjednoczeniu Arabii Abu Bakr rozpoczął inwazję na terytorium Sasanidzkiej Persji i Bizancjum, całkowicie wyczerpanych toczoną przez siebie w latach 602–628 wojną. Jeszcze w roku 633, współdziałając z miejscowym arabskim plemieniem Banu Szajban Chalid zdobył Al-Hirę na terytorium perskim i coraz głębiej penetrował terytorium Mezopotamii, niszcząc szereg perskich oddziałów. Jednak główne siły arabskie zarówno w roku 633, jak i 634 zostały skierowane przeciwko Cesarstwu. W roku 634 miejscowa armia bizantyjska została pokonana pod Adżnadajn, i Arabowie przystąpili do oblegania Damaszku. Abu Bakr nie doczekał jednak końca oblężenia, zmarł bowiem 23 sierpnia 634 roku.
W tradycji islamu jest on uznawany za jednego z czterech kalifów prawowiernych, a w tradycji sunnickiej jest przedstawiany jako wzór władcy idealnego, obok swojego następcy Umara. Inaczej na tę kwestię zapatrują się szyici, według których bezprawnie zagarnął on kalifat należny Alemu. Według nich Arabowie zbuntowali się przeciwko władzy Abu Bakra ponieważ wiedzieli, że działa on w niezgodzie z wolą Proroka.